# Lucio Cornelio Cinna (console 127 a.C.)
Lucio Cornelio Cinna (in latino Lucius Cornelius Cinna; fl. II secolo a.C.) fu un console della Repubblica romana.

## Biografia
Come riportato dai Fasti consolari, Cinna fu console nel 127 a.C. ed ebbe come collega Lucio Cassio Longino Ravilla; non sono note altre tappe del suo cursus honorum, anche se egli fu il primo della famiglia Cinna della gens Cornelia ad arrivare a posizioni di così grande respiro. Il suo anno di consolato si concluse senza registrare alcun evento degno di rilievo.
Lucio Cornelio Cinna è invece ricordato perché fu il padre del Lucio, famoso leader del partito popolare.

### Triumvir monetalis
A Lucio Cornelio Cinna è attribuita una emissione, databile nel periodo 169 - 158 a.C., composta da cinque monete in bronzo dall'asse al sestante. La serie è caratterizzata al rovescio dalle lettere CINA.